# آنا باش
آنا باش (بالألمانية: Anna Magdalena Bach)‏ (و. 1701 – 1760 م) هي مغنية، وملحنة، من ألمانيا، ولدت في زيتز، توفيت في لايبزيغ، عن عمر يناهز 59 عاماً.

## وصلات خارجية
- آنا باش على موقع IMDb (الإنجليزية)
- آنا باش على موقع ميوزك برينز (الإنجليزية)